# Asian Club Championship 1990–91
Asian Club Championship 1990–91 là phiên bản thứ 10 của giải bóng đá câu lạc bộ thường niên châu Á tổ chức bởi AFC. Các câu lạc bộ từ 30 quốc gia châu Á tham dự giải đấu. 
Esteghlal FC từ Iran thắng trận chung kết và trở thành nhà vô địch châu Á lần thứ hai trong lịch sử câu lạc bộ (Họ vô địch giải đấu năm 1970 với tư cách là Taj).

## Vòng loại

### Bảng 1
| Đội        | ST | T | H | B | BT | BB | HS | Đ |
| ---------- | -- | - | - | - | -- | -- | -- | - |
| Al Rasheed | 2  | 2 | 0 | 0 | 3  | 1  | +2 | 4 |
| Al Ramtha  | 2  | 1 | 0 | 1 | 4  | 3  | +1 | 2 |
| Al Yarmook | 2  | 0 | 0 | 2 | 1  | 4  | −3 | 0 |

Các trán đấu diễn ra tại Baghdad, Iraq
| Al Rasheed | 1–0 | Al Yarmook |
| ---------- | --- | ---------- |
|            |     |            |

| Al Ramtha | 3–1 | Al Yarmook |
| --------- | --- | ---------- |
|           |     |            |

| Al Rasheed | 2–1 | Al Ramtha |
| ---------- | --- | --------- |
|            |     |           |

### Bảng 2
| Al Sadd | 1–1 | Esteghlal |
| ------- | --- | --------- |
|         |     |           |

| Esteghlal | 1–0 | Al Sadd |
| --------- | --- | ------- |
|           |     |         |

Esteghlal thắng với tổng tỉ số 2–1.

### Bảng 3
Gulf Cooperation Council Club Tournament đã bị hủy do cuộc khủng hoảng trong khu vực; các đội tham dự,  Bahrain Club,  Al-Arabi,  Al-Nassr và  Al-Sharjah, đều rút lui.

### Bảng 4
| Đội         | ST | T | H | B | BT | BB | HS | Đ |
| ----------- | -- | - | - | - | -- | -- | -- | - |
| Al-Nasr     | 2  | 1 | 1 | 0 | 2  | 0  | +2 | 3 |
| PIA FC      | 2  | 1 | 1 | 0 | 1  | 0  | +1 | 3 |
| Ranipokhari | 2  | 0 | 0 | 2 | 0  | 3  | −3 | 0 |

Các trận đấu diễn ra Quetta, Pakistan
| PIA | 1–0 | Ranipokhari |
| --- | --- | ----------- |
|     |     |             |

| Al-Nasr | 2–0 | Ranipokhari |
| ------- | --- | ----------- |
|         |     |             |

| PIA | 0–0 | Al-Nasr |
| --- | --- | ------- |
|     |     |         |

### Bảng 5
| Đội           | ST | T | H | B | BT | BB | HS | Đ |
| ------------- | -- | - | - | - | -- | -- | -- | - |
| Mohammedan SC | 2  | 2 | 0 | 0 | 7  | 1  | +6 | 4 |
| Salgaocar SC  | 2  | 1 | 0 | 1 | 4  | 3  | +1 | 2 |
| Club Lagoons  | 2  | 0 | 0 | 2 | 1  | 8  | −7 | 0 |

Các trận đấu diễn ra tại Dhaka, Bangladesh
| Salgaocar SC | 3–1 | Club Lagoons |
| ------------ | --- | ------------ |
|              |     |              |

| Mohammedan SC | 5–0 | Club Lagoons |
| ------------- | --- | ------------ |
|               |     |              |

| Mohammedan SC | 2–1 | Salgaocar SC |
| ------------- | --- | ------------ |
|               |     |              |

### Bảng 6
Diễn ra song song với ASEAN Club Championship

| Đội                   | ST | T | H | B | BT | BB | HS | Đ |
| --------------------- | -- | - | - | - | -- | -- | -- | - |
| Pelita Jaya           | 2  | 1 | 1 | 0 | 2  | 1  | +1 | 3 |
| Bangkok Bank FC       | 2  | 1 | 0 | 1 | 3  | 3  | 0  | 2 |
| Geylang International | 2  | 0 | 1 | 1 | 1  | 2  | −1 | 1 |

Các trận đấu diễn ra tại Singapore
| Pelita Jaya | 2–1 | Bangkok Bank |
| ----------- | --- | ------------ |
|             |     |              |

| Geylang International | 0–0 | Pelita Jaya |
| --------------------- | --- | ----------- |
|                       |     |             |

| Geylang International | 1–2 | Bangkok Bank |
| --------------------- | --- | ------------ |
|                       |     |              |

### Bảng 7
| Đội             | ST | T | H | B | BT | BB | HS | Đ |
| --------------- | -- | - | - | - | -- | -- | -- | - |
| April 25        | 2  | 2 | 0 | 0 | 2  | 0  | +2 | 4 |
| Liêu Ninh FC    | 2  | 1 | 0 | 1 | 3  | 3  | 0  | 2 |
| Nissan Yokohama | 2  | 0 | 0 | 2 | 2  | 4  | −2 | 0 |

Các trận đấu diễn ra tại Pyongyang, Triều Tiên
| April 25 | 1–0 | Nissan Yokohama |
| -------- | --- | --------------- |
|          |     |                 |

| Liêu Ninh FC | 3–2 | Nissan Yokohama |
| ------------ | --- | --------------- |
|              |     |                 |

| April 25 | 1–0 | Liêu Ninh FC |
| -------- | --- | ------------ |
|          |     |              |

## Tứ kết
Các trận đấu diễn ra tại Dhaka, Bangladesh

### Bảng A
| Đội          | ST | T | H | B | BT | BB | HS | Đ |
| ------------ | -- | - | - | - | -- | -- | -- | - |
| Liêu Ninh FC | 2  | 1 | 1 | 0 | 2  | 1  | +1 | 3 |
| Pelita Jaya  | 2  | 1 | 0 | 1 | 3  | 1  | +2 | 2 |
| Al-Nasr      | 2  | 0 | 1 | 1 | 1  | 4  | −3 | 1 |

Al-Rasheed (Iraq) rút lui do Chiến tranh vùng Vịnh, và được thay thế bởi Al-Ramtha (Jordan), đội bị loại vì không đủ điều kiện vào vòng hai.
| Pelita Jaya | 3–0 | Al-Nasr |
| ----------- | --- | ------- |
|             |     |         |

| Liêu Ninh | 1–1 | Al-Nasr |
| --------- | --- | ------- |
|           |     |         |

| Liêu Ninh | 1–0 | Pelita Jaya |
| --------- | --- | ----------- |
|           |     |             |

### Bảng B
| Đội             | ST | T | H | B | BT | BB | HS | Đ |
| --------------- | -- | - | - | - | -- | -- | -- | - |
| Esteghlal       | 3  | 2 | 1 | 0 | 5  | 2  | +3 | 5 |
| April 25        | 3  | 1 | 1 | 1 | 5  | 5  | 0  | 3 |
| Mohammedan SC   | 3  | 0 | 3 | 0 | 2  | 2  | 0  | 3 |
| Bangkok Bank FC | 3  | 0 | 1 | 2 | 4  | 7  | −3 | 1 |

| Mohammedan SC | 1–1 | Bangkok Bank |
| ------------- | --- | ------------ |
|               |     |              |

| Esteghlal | 2–1 | April 25 |
| --------- | --- | -------- |
|           |     |          |

| Esteghlal | 2–0 | Bangkok Bank |
| --------- | --- | ------------ |
|           |     |              |

| Mohammedan SC | 0–0 | April 25 |
| ------------- | --- | -------- |
|               |     |          |

| April 25 | 4–3 | Bangkok Bank |
| -------- | --- | ------------ |
|          |     |              |

| Esteghlal | 1–1 | Mohammedan SC |
| --------- | --- | ------------- |
|           |     |               |

## Bán kết
| Esteghlal | 2–0 | Pelita Jaya Jakarta |
| --------- | --- | ------------------- |
|           |     |                     |

| Liêu Ninh FC | 3–0 | April 25 |
| ------------ | --- | -------- |
|              |     |          |

## Tranh hạng ba
| Pelita Jaya | 2–2 (7–6p) | April 25 |
| ----------- | ---------- | -------- |
|             |            |          |

## Chung kết
| Esteghlal                      | 2–1 | Liêu Ninh FC |
| ------------------------------ | --- | ------------ |
| Reza Hassanzadeh Samad Marfavi |     | Xu Hui       |

- Vua phá lưới
  -  Abdolsamad Marfavi (6 bàn)